# Rayones
Rayones es una localidad del estado mexicano de Nuevo León. Es cabecera del municipio de Rayones. Recibe este nombre en honor de los hermanos Ramón, Ignacio y Francisco Rayón; quienes lucharon en la guerra de Independencia de México. Anteriormente se llamaba San Miguel de Tasajal.

## Población
| Censo | Población |
| ----- | --------- |
| 1900  | 546       |
| 1910  | 691       |
| 1921  | 735       |
| 1930  | 619       |
| 1940  | 512       |
| 1950  | 484       |
| 1960  | 560       |
| 1970  | 595       |
| 1980  | 577       |
| 1990  | 523       |
| 1995  | 478       |
| 2000  | 435       |
| 2005  | 421       |
| 2010  | 361       |
| 2020  | 369       |